# Christophe Rinero

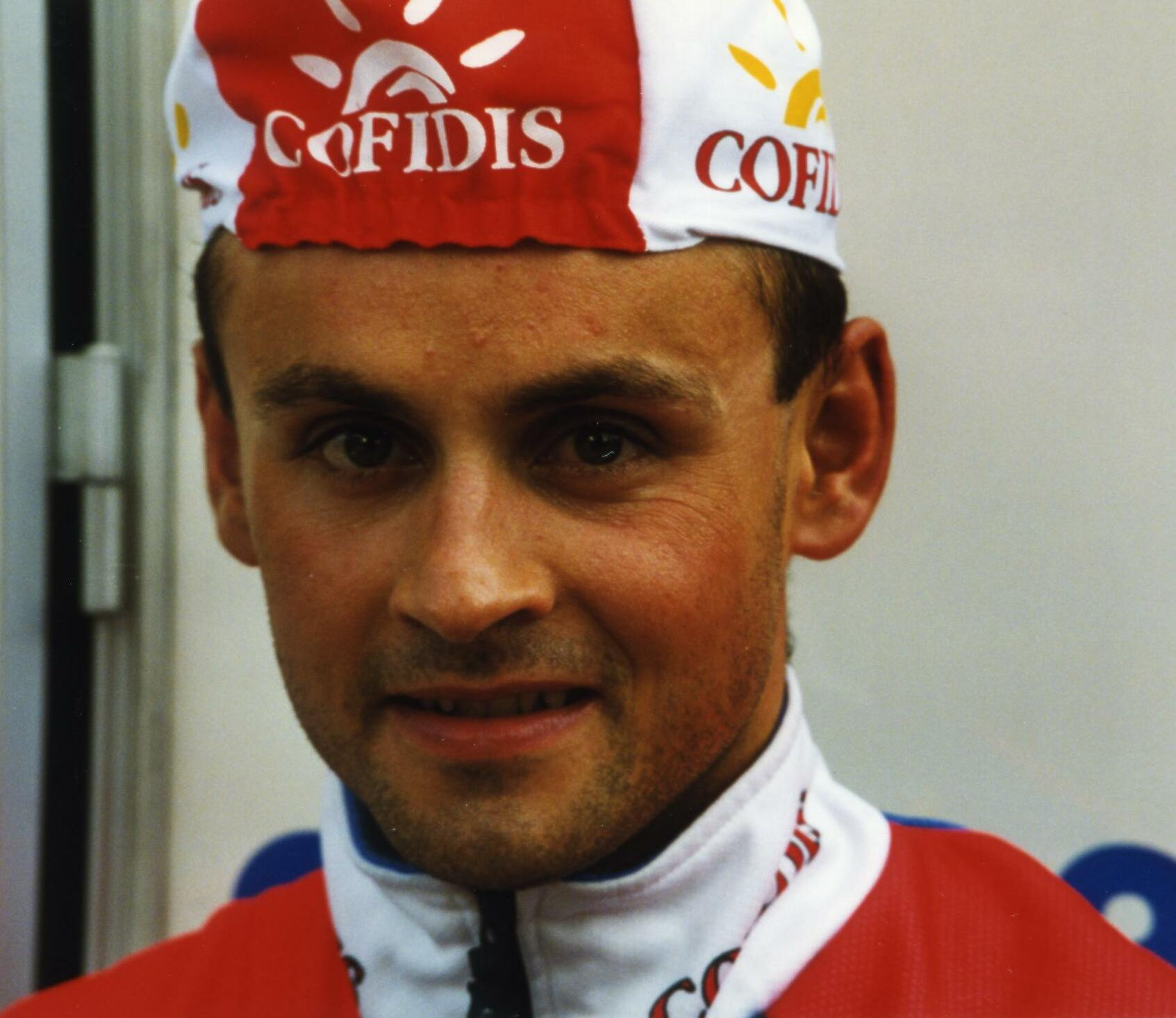
Christophe Rinero (1998)

Christophe Rinero (* 29. Dezember 1973 in Moissac, Frankreich) ist ein ehemaliger französischer Radrennfahrer.

## Sportliche Laufbahn
Rinero begann mit dem Radsport im Verein CA Castelsarrazin. 1994 wurde Christophe Rinero Vize-Militärweltmeister im Straßenrennen; im Jahr darauf unterschrieb er einen Vertrag beim Team Force Sud, und ab 1997 fuhr er im Team Cofidis. Siebenmal startete er bei der Tour de France; seine beste Platzierung war 1998 ein vierter Rang in der Gesamtwertung, zudem gewann er das Gepunktete Trikot als Sieger der Bergwertung. Später wurde spekulierte, dass Rinero eigentlich der „virtuelle Sieger“ dieser Tour sei, da den drei Sportlern, die auf dem Podium standen – Marco Pantani, Jan Ullrich und Bobby Julich – Doping mit EPO nachgewiesen worden sei.
Im Februar 2000 verletzte sich Christophe Rinero bei der Mittelmeer-Rundfahrt am Knie und konnte nicht mehr an seine früheren Leistungen anknüpfen. Ende der Saison 2008 beendete er seine sportliche Karriere.

## Palmarès (Auswahl)
- 1995: Tour de Dordogne
- 1996: eine Etappe Tour de l’Ain
- 1998: Gepunktetes Trikot Tour de France
- 1998: Tour de l’Avenir und zwei Etappen

## Teams
- 1996 Force Sud (bis 25. Juli)
- 1996 Mutuelle de Seine-et-Marne (ab 26. Juli)
- 1997–2001 Cofidis
- 2002 Saint-Quentin-Oktos
- 2003 MBK-Oktos
- 2004–2005 R.A.G.T. Semences-MG Rover
- 2006–2007 Saunier Duval-Prodir
- 2008 Agritubel

## Persönliches
Sein erlernter Beruf war Gärtner. Er begann mit dem Radsport im Verein CA Castelsarrazin.